# Archiearis muliercula
Archiearis muliercula är en fjärilsart som beskrevs av Christian Friedrich Stephan 1923. Archiearis muliercula ingår i släktet Archiearis och familjen mätare. Inga underarter finns listade i Catalogue of Life.